# Chris Williams (giocatore di football americano)
Christopher Joseph Williams (Glynn, 26 agosto 1985) è un ex giocatore di football americano statunitense che ha militato nel ruolo di offensive guard nella National Football League (NFL). Fu scelto nel corso del primo giro (14º assoluto) del Draft NFL 2008 dai Chicago Bears. Al college ha giocato a football all’Università Vanderbilt.

## Carriera

### Chicago Bears
Williams fu scelto nel corso del primo del Draft 2008 dai Chicago Bears. A causa di un'ernia al disco fece il suo debutto da professionista solo il 2 novembre 2008, giocando negli special team nella vittoria sui Detroit Lions. Williams divenne titolare nel 2009 giocando come tackle destro per fare spazio a Orlando Pace, che la squadra aveva acquisito il 2 aprile 2009. L'allenatore Lovie Smith alla fine riportò Williams nel ruolo di tackle sinistro dopo che Pace si era dimostrato incostante a causa degli infortuni.
Williams iniziò la stagione 2010 come tackle sinistro titolare dei Bears. A causa di un infortunio subito nella seconda gara stagione contro i Dallas Cowboys perdendo tre partite. Tornato dall’infortunio, Williams fu spostato nella posizione di guardia sinistra.
Williams fu svincolato dai Bears il 16 ottobre 2012.

### St. Louis Rams
Williams firmò con i St. Louis Rams il 22 ottobre 2012. Nell'aprile 2013 rinnovò con la franchigia firmando un contratto annuale del valore di 2,75 milioni di dollari.

### Buffalo Bills
Il 12 marzo 2014 Williams firmò con i Buffalo Bills un contratto quadriennale del valore di 13,5 milioni di dollari, 5,5 milioni dei quali garantiti. Con essi disputò l'ultima stagione in carriera.